# Gabriel Oprea
Gabriel Oprea (Fundulea, 1961. január 1. –) román katonatiszt és politikus, a Szociáldemokrata Pártból kivált Románia Haladásáért Országos Szövetség (UNPR) elnöke 2010 májusa óta. Emil Boc kormányaiban rövid ideig belügyminiszter (2008–2009), majd nemzetvédelmi miniszter (2009–2012) volt. A szociáldemokraták hatalomra jutásakor pártja csatlakozott a kormánykoalícióhoz, Oprea 2012 decembere óta miniszterelnök-helyettesként szolgált. A harmadik Ponta-kormány megalakulásakor, 2014 márciusában ismét belügyminiszterré nevezték ki (a hivatalt már az év elejétől ideiglenes minőségben töltötte be). 2015 nyarán Victor Ponta miniszterelnök távolléte idejére ügyvivő miniszterelnökként vezette az országot. Ponta lemondása után Oprea még az új kabinet megalakulása előtt lemondott belügyminiszteri tisztségéről.